# Albin Ouschan senior
Albin Ouschan senior (* 17. April 1960 in Klagenfurt; † 16. September 2018 ebenda) war ein österreichischer Poolbillardspieler. Er ist der Vater der Poolbillard-Weltmeister Jasmin Ouschan und Albin Ouschan junior.

## Karriere
Bei der Jugend-Europameisterschaft 1985 in St. Johann im Pongau gewann Albin Ouschan die Bronzemedaille in der Disziplin 14/1 endlos. Im selben Jahr wurde er im 9-Ball erstmals österreichischer Meister der Herren. 1987 gewann er den Titel in den Disziplinen 14/1 endlos und 8-Ball. Ein Jahr später gelang ihm im 8-Ball die Titelverteidigung. Bei der Europameisterschaft 1989 gewann er die Bronzemedaille im 8-Ball-Einzel. Darüber hinaus wurde er mit der österreichischen Nationalmannschaft nach einer Finalniederlage gegen Deutschland Vizeeuropameister. Bei der österreichischen Meisterschaft 2009 belegte er in der Altersklasse Senioren den dritten Platz in den Disziplinen 9-Ball und 14/1 endlos.
Mit dem PBC Eintracht Klagenfurt wurde Ouschan dreimal österreichischer Mannschaftsmeister (1984, 1986 und 1988). In Klagenfurt am Wörthersee betrieb er den Billardsalon Ouschan, die Spielstätte der Eintracht.